# Griefer
Griefer (del inglés grief, tristeza) es un término usado en el ámbito de los videojuegos multijugador para referirse a un jugador que, con mala fe, irrita y  o trolea a otros jugadores o realiza acciones no previstas en el juego, como destruir algo que otros jugadores hayan hecho o construido. Un griefer disfruta principalmente molestando a otros usuarios, especialmente en comunidades de videojuegos en línea. Para que algo se considere griefing, un jugador debe usar el juego de forma no prevista para molestar a los demás. Si su objetivo es conseguir una ventaja frente al resto, esto se considera en su lugar hacer trampas.
En español se ha adaptado de varias formas, como «grifear» para el verbo o «grifeo» para el sustantivo de la acción.

## Historia
El adjetivo ya se usaba en el ámbito de los videojuegos multijugador en línea en el año 2000, como se puede ver en las publicaciones del grupo de Usenet rec.games.computer.ultima.online. En él, los participantes dicen que otro jugador está causando tristeza («grief»).
El término «griefing» comenzó a ser usado a finales de los años 90 para referirse a comportamientos antisociales intencionados en videojuegos multijugador masivos en línea como Ultima Online o videojuegos de disparos en primera persona como Counter-Strike. Antes de que se le diera un nombre a este tipo de comportamientos, era común encontrarlos en mundos virtuales de dominios multiusuario (MUD), donde se llegaron a dar «violaciones virtuales» y otras ofensas similares en las personas del dominio. En un artículo publicado por Julian Dibbell en 1993, titulado A Rape in Cyberspace (Una violación en el ciberespacio), se analizan ejemplos de griefing en un dominio particular (LambdaMOO), así como la respuesta de sus gestores.
En la cultura de los videojuegos de rol multijugador masivos en línea de la República de China, como Lineage, la comunidad se refería a los griefers como «de ojos blancos» (una metáfora haciendo alusión a que sus ojos no tienen pupilas y que miran sin ver). Hay comportamientos que no son como tal griefing pero que pueden hacer que se estigmatice a los jugadores y se les considere «de ojos blancos». Estos comportamientos incluyen el uso de lenguaje soez, hacer trampas, robar o matar sin motivo.

## Métodos
Cada juego tiene formas distintas en las que se puede hacer griefing. Lo que en un juego entra dentro de la definición, en otro puede ser un aspecto intencionado del juego. Algunos de los métodos de griefing son:
- Fuego amigo intencionado o comportarse a propósito de manera que resulte perjudicial para el equipo.
  - Gastar o destruir elementos u objetos fundamentales para ganar la partida.
  - Colaborar con adversarios.
  - Dar información falsa.
  - Fingir incompetencia con la intención de dañar aliados o fallar en conseguir un objetivo de la partida.
  - Bloquear disparos de un aliado u obstaculizar su visión colocándose delante de él para que no pueda dañar al enemigo.
  - Atrapar compañeros en sitios inescapables usando objetos, habilidades especiales, teletransporte, etc.
- Hacer perder el tiempo a los demás.
  - Jugar lo más despacio posible a propósito.
  - Ocultarse del enemigo (cuando no hay motivo para ello).
  - Si alguna fase o elemento del juego no tiene un tiempo máximo, ausentarse (y en algunas ocasiones obligar al resto a abandonar la partida, que puede suponer una penalización, como ocurre en Among Us).
  - Pausar o reducir la velocidad de la partida constantemente para que su objetivo se frustre y abandone la partida.
- Causar a otros jugadores pérdidas importantes o echar a perder su progreso.
  - Destruir o vandalizar las creaciones de otros jugadores sin su permiso (común en videojuegos sandbox como Minecraft).[7][8]
  - Conducir en sentido contrario en circuitos de carreras, habitualmente con el objetivo de provocar un accidente con la persona en primera posición.
- Aprovecharse de fallos del juego.
  - Salir de la zona permitida del juego para evitar que termine la partida.
  - Destruir o bloquear objetos necesarios para que no sea posible ganar la partida.
- Saltarse las normas del juego o servidor a propósito.
  - Hacerse pasar por el personal que administra el juego o servidor u otros jugadores eligiendo nombres de usuario parecidos o iguales.
  - Insultos verbales o escritos, así como acusaciones falsas de hacer trampas o de hacer griefing
- Hacer spam para molestar a otros jugadores.
- Adjuntar imágenes ofensivas o explícitas, o usarlas como imágenes de perfil, sprays o skins.
- Apropiarse de muertes de enemigos (dar el último golpe para que el juego considere suya la hazaña)
- Campear en un cadáver o zona de reaparición para matar a los jugadores conforme reaparecen (cuando los jugadores no tienen forma de defenderse), evitando que puedan disfrutar de la partida. Campear también se usa para referirse a la acción de esperar en una ubicación ventajosa a que aparezcan enemigos. Aunque algunas veces se considera griefing, especialmente si la partida se estanca, es más común considerarlo un problema de diseño del juego.
- En un juego de rol, salirse del papel esperado del jugador para perturbar el ambiente e inmersión.
- Atraer enemigos hacia otros jugadores aliados, acción en ocasiones llamada «aggroing».[9]
- Bloquear a otros jugadores para que no puedan moverse de un área en particular o acceder a un elemento del juego (como un personaje no jugador). El juego Tom Clancy's The Division contaba con este problema en el momento de su lanzamiento, ya que era posible quedarse quieto en el acceso a la sala de reaparición, evitando que saliera el resto jugadores del equipo.[10]
- Tratar intencionadamente de causar una interrupción del servidor del juego. Por ejemplo, intentando que empeore su rendimiento (ralentizarlo colocando grandes cantidades de objetos o realizando acciones que supongan una carga).
- Crear cuentas (habitualmente llamadas cuentas smurf, pitufo en inglés)[11] o personajes nuevos y perder partidas a propósito para recibir una clasificación menor a la de su nivel de habilidad, y posteriormente jugar nuevamente en serio contra jugadores de menor nivel, ganando fácilmente.
- En el caso de jugadores de alto nivel, perder partidas a propósito para que el nivel de sus contrincantes aumente artificialmente y tengan más difícil ganar en el futuro (pues el sistema les seleccionará para jugar partidas más complicadas).
- Hacerse pasar por un enemigo para que los aliados le ataquen y el sistema les penalice por fuego amigo. Un ejemplo notable de este método se daba en Ultima Online, donde existía un objeto que permitía a los jugadores disfrazarse para aparecer como un monstruo. Al atacar al jugador disfrazado, los atacantes eran marcados en el sistema como asesinos y los guardias de las ciudades les intentaban ejecutar.

El término griefer también se ha usado para referirse de forma más genérica  a una persona que, a través de internet, hace pasar a otras personas malos ratos en forma de broma, o directamente con el objetivo de dañarles. Un ejemplo de este último caso es un incidente ocurrido en marzo de 2008, cuando usuarios malintencionados publicaron imágenes animadas con el objetivo de provocar crisis epilépticas a los usuarios de foros especializados en la enfermedad.

## Respuesta de la industria del videojuego
Varios juegos por suscripción toman medidas para reducir el impacto de los griefers, ya que estos comportamientos pueden perjudicar el negocio ahuyentando clientes. Es común que los desarrolladores lancen actualizaciones y parches para mitigar los métodos de griefing. Muchos videojuegos en línea cuentan con directores del juego o game masters para sancionar estos comportamientos. Otros usan métodos de crowdsourcing, donde los jugadores pueden denunciar griefing y los game masters deciden la acción a tomar. En algunos casos, el número de llamadas a atención al cliente relacionadas con el griefing ha llegado al 25 %.
La empresa Blizzard Entertainment ha desarrollado numerosos sistemas para combatir el griefing. Para evitar ataques no consentidos entre jugadores, algunos juegos como Ultima Online ofrecen mundos separados para aquellos que consienten ataques en cualquier momento y para aquellos que no lo deseen.
Tras el lanzamiento de EverQuest, Sony incluyó una opción para que los jugadores decidieran si querían o no activar la lucha con otros jugadores. Esto se decidió para evitar que se repitieran situaciones de muertes no consentidas, como era frecuente en Ulitma Online.
En el videojuego Second Life, las directrices de la comunidad prohíben que personas que hostiguen (mostrar comportamientos groseros o amenazantes, realizar acciones provocativas sexuales no bienvenidas, o realizar acciones que muy probablemente resulten molestas o alarmantes) o acosen (disparando o empujando en un área segura, o creando objetos programables que tengan como objetivo empeorar la experiencia en el juego de otra persona). Las sanciones incluyen apercibimientos y bloqueos temporales o permanentes. 
Algunos simuladores espaciales como EVE Online han incorporado actividades que en otros juegos se considerarían griefing como mecánicas propias del juego. Estas incluyen el espionaje, robar, timar, campear y atacar sin consentimiento a otros jugadores, y resultan una parte fundamental de la experiencia de juego.
En videojuegos de disparos como Counter-Strike: Global Offensive existen sistemas de revisión colaborativa, donde son los propios jugadores de alto nivel los que revisan las denuncias a otros jugadores para determinar si estas deben admitirse, y pueden incluso llegar a bloquear temporalmente la cuenta de los denunciados si así lo estiman oportuno. La identidad del jugador denunciado y de otros en la misma partida no se muestra a los revisores de la denuncia. En octubre de 2016, Valve Corporation anunció que bloquearía permanentemente a los jugadores que fueran sancionados dos veces por este sistema.[cita requerida]
Numerosos servidores de Minecraft prohíben el griefing. En servidores de supervivencia o construcción, el método más común de griefing es normalmente la destrucción o el vandalismo de estructuras de otros jugadores, pero también es frecuente el acoso. La mayoría de estos servidores bloquean temporal o permanentemente las cuentas de jugadores susceptibles de ser considerados griefers, aunque existen servidores que permiten estos comportamientos y los consideran parte de su estilo de juego. Además, existen también plugins anti-grief que permiten al jugador protegerse de las acciones de posibles griefers.
En los últimos años, el griefing en Grand Theft Auto Online ha aumentado drásticamente debido en parte al descubrimiento de fallos en el juego y de métodos más eficientes de ganar dinero. Algunos de los métodos comunes que los griefers usan incluyen el abuso del modo pasivo y la facilidad de obtener vehículos armamentísticos blindados. La empresa desarrolladora, Rockstar Games, ha implementado contramedidas para reducir el impacto de estos comportamientos, como tiempos de espera antes de activar el modo pasivo, arreglar fallos que permitían ser invulnerable y no permitir el modo pasivo en vehículos armados. Además, el juego cuenta con un sistema de reputación que marca a los jugadores como «de mala fe» tras realizar acciones negativas como destruir vehículos de otros jugadores o abandonar encargos prematuramente. Este sistema es controvertido y ha sido criticado por no considerar elementos como la defensa propia legítima.[cita requerida]
Fallout 76 intenta disuadir el griefing marcando a jugadores con este tipo de comportamientos como criminales en busca y captura. Los demás jugadores pueden recibir recompensas si les matan, y los jugadores en busca y captura experimentan limitaciones como la imposibilidad de ver a otros jugadores en el sistema de mapa. 

## En la cultura popular
En el episodio de South Park de 2006 titulado Haz el amor, no el Warcraft, los personajes se enfrentan a un griefer del videojuego World of Warcraft.